# Nom de famille vietnamien
Le nom de famille vietnamien (en vietnamien : Tên người Việt Nam) se composent généralement de trois parties : un nom de famille patrilinéaire (Họ) normalement transmis par le père, peut être combiné avec le nom de famille de la mère pour devenir un nom de famille composé, un premier postnom (Tên giữa) normalement un seul nom, mais parfois plusieurs noms ou pas de nom, et un prénom (Tên chính) normalement un seul nom, mais parfois plusieurs noms, utilisé dans cet ordre, mais les noms ne sont pas tous conformes :
- Nguyễn Trãi a pour nom de famille Nguyễn et son postnom (nom personnel) est Trãi. Il n'a pas de deuxième postnom.
- Phạm Bình Minh a pour nom de famille Phạm et son postnom est Bình Minh (litt. « aube »). Il n'a pas de deuxième postnom.
- Nguyễn Văn Quyết a pour nom de famille Nguyễn, son premier postnom est Văn (litt. « littérature ») et son deuxième postnom est Quyết (litt. « décider »).
- Nguyễn Ngọc Trường Sơn a pour nom de famille Nguyễn, son premier postnom est Ngọc (litt. « perle ») et son deuxième postnom est Trường Sơn (litt. « longue montagne »).
- Hoàng Phủ Ngọc Tường (un poète vietnamien) a pour nom de famille Hoàng Phủ (nom de famille composé), son premier postnom est Ngọc et son deuxième postnom est Tường (litt. « mur »). Parfois, son nom de famille est confondu avec Hoàng.
- Trần Lê Quốc Toàn a pour nom de famille un de Trần (de son père) et Lê (de sa mère), son premier postnom est Quốc (litt. « pays ») et son deuxième postnom est Toàn (litt. « entièrement »).

L'ordre « nom de famille d'abord » suit le système des noms chinois et est courant dans toute la sphère culturelle de l'Asie de l'Est (voir sinosphère). Cependant, il est différent des noms chinois, coréens et japonais dans l'utilisation du « deuxième nom personnel », qui est moins courant en Chine et en Corée du Sud et n'existe même pas au Japon. Les personnes peuvent être désignées par le nom entier, le postnom (nom personnel) ou un pronom hiérarchique, qui connote généralement un degré de relation familiale ou de parenté dans l'usage normal.
La langue vietnamienne est tonale, tout comme les noms vietnamiens. Les noms avec la même orthographe mais des tons différents représentent des significations différentes, ce qui peut dérouter les gens[Lesquels ?] lorsque les accents sont supprimés, comme cela se fait couramment en dehors du Vietnam. Toute personne demandant la nationalité vietnamienne doit également adopter un nom vietnamien. Le vietnamien est également un script entièrement translittéré (romanisé), après le remplacement du chữ nôm et du chữ Hán par le chữ quốc ngữ, rendu obligatoire pendant la domination française. Cependant, le Han-Nom[Quoi ?] est toujours étudié par les spécialistes de la littérature historique vietnamienne.

## Statistiques

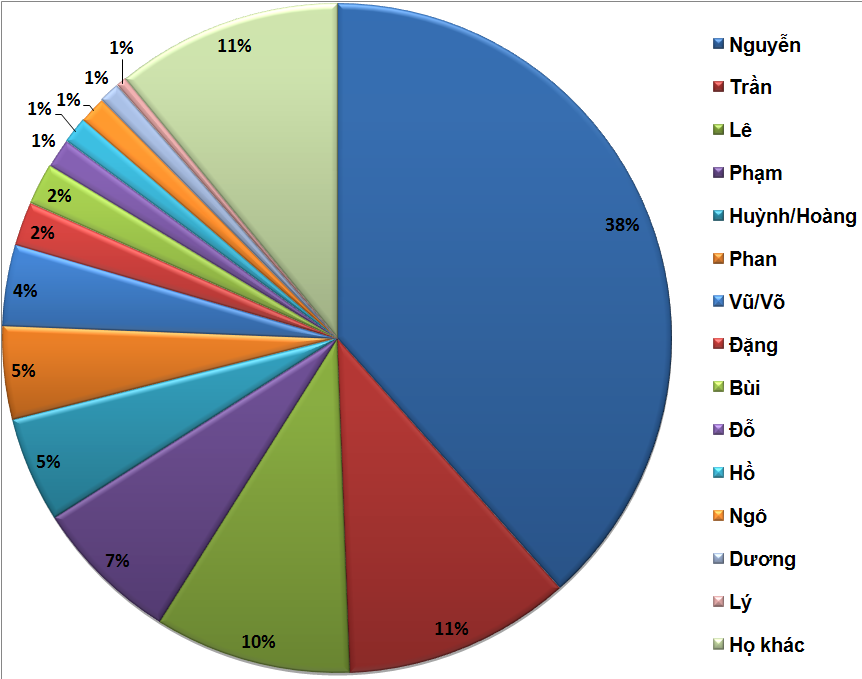
Répartition des noms de famille vietnamiens.

Le nom de famille est positionné en premier et est transmis par le père à ses enfants. On estime qu'il y a environ cent noms de famille d'usage courant, mais certains sont beaucoup plus courants que d'autres. On estime que le nom Nguyễn est le plus courant (près de 40 %). Les trois premiers noms sont si courants que les gens avaient tendance à prendre les noms de famille des empereurs pour montrer leur loyauté. Au fil des générations, les noms de famille sont devenus permanents.
Les noms de famille les plus courants parmi les Vietnamiens sont les suivants avec leur chữ quốc ngữ respectif qui est couramment utilisé, et leur correspondant hán tự (caractère Han). Au total, ces 14 noms représentent environ 90 % de la population vietnamienne (2005) :
- Nguyễn 阮 (39 %)
- Trần 陳 (11 %)
- Lê 黎 (9,5 %)
- Phạm 范 (7,1 %)
- Huỳnh-Hoàng 黃 (5,1 %)
- Phan 潘 (4,5 %)
- Vũ-Võ 武 (3,9 %)
- Đặng 鄧(2,1 %)
- Bùi 裴(2 %)
- Đỗ 杜(1,4 %)
- Hồ 胡 (1,3 %)
- Ngô 吳 (1,3 %)
- Dương 楊 (1 %)
- Lý 李 (0,5 %)

La liste suivante comprend les noms de famille moins courants par ordre alphabétique qui constituent le reste des 10 % (2005) :
- An : 安
- Ân : 殷
- Bạch : 白
- Bành : 彭
- Bao : 包
- Biên : 邊
- Biện : 卞
- Cam : 甘
- Cảnh : 耿
- Cảnh : 景
- Cao : 高
- Cái : 蓋
- Cát : 葛
- Chân : 甄
- Châu : 周
- Chiêm : 詹
- Chu : 朱
- Chung : 鍾
- Chử : 褚
- Cổ : 古
- Cù : 瞿
- Cung : 宮
- Cung : 龔
- Củng : 鞏
- Cừu : 裘
- Dịch : 易
- Diệp : 葉
- Doãn : 尹
- Dũ : 俞
- Dung : 容
- Dư : 余
- Dữu : 庾
- Đái : 戴
- Đàm : 譚
- Đào : 陶
- Đậu : 竇
- Điền : 田
- Đinh : 丁
- Đoàn : 段
- Đồ : 涂
- Đồng : 童
- Đổng : 董
- Đường : 唐
- Giả : 賈
- Giải : 解
- Gia Cát : 諸葛
- Giản : 簡
- Giang : 江
- Giáp : 郟
- Hà : 何
- Hạ : 賀
- Hậ : 夏
- Hác : 郝
- Hàn : 韓
- Hầu : 侯
- Hình : 邢
- Hoa : 花
- Hoắc : 霍
- Hoạn : 宦
- Hồng : 洪
- Hứa : 許
- Hướng : 向
- Hy : 郗
- Kha : 柯
- Khâu : 邱
- Khổng : 孔
- Khuất : 屈
- Kiều : 喬
- Kim : 金
- Kỳ : 祁
- Kỷ : 紀
- La : 羅
- Lạc : 駱
- Lai : 賴
- Lam : 藍
- Lăng : 凌
- Lãnh : 冷
- Lâm : 林
- Lận : 藺
- Lệ : 酈
- Liên : 連
- Liêu : 廖
- Liễu (au nord et au centre) : 柳
- Long : 龍
- Lôi : 雷
- Lục : 陸
- Lư : 盧
- Lữ : 呂
- Lương : 梁
- Lưu (au centre et au sud) : 劉
- Mã : 馬
- Mạc : 莫
- Mạch : 麥
- Mai : 梅
- Mạnh : 孟
- Mao : 毛
- Mẫn : 閔
- Miêu : 苗
- Minh : 明
- Mông : 蒙
- Ngân : 鄞
- Nghê : 倪
- Nghiêm : 嚴
- Ngư : 魚
- Ngưu : 牛
- Nhạc : 岳
- Nhan : 顔
- Nhâm : 任
- Nhiếp : 聶
- Nhiều : 饒
- Nhung : 戎
- Ninh : 寧 & 甯
- Nông : 農
- Ôn : 溫
- Ổn : 鄔
- Ông : 翁
- Phí : 費
- Phó : 傅
- Phong : 酆
- Phòng : 房
- Phù : 符
- Phùng : 馮
- Phương : 方
- Quách : 郭
- Quan : 關
- Quản : 管
- Quang : 光
- Quảng : 鄺
- Quế : 桂
- Quyền : 權
- Sài : 柴
- Sầm : 岑
- Sử : 史
- Tạ : 謝
- Tào : 曹
- Tăng : 曾
- Tân : 辛
- Tần : 秦
- Tất : 畢
- Tề : 齊
- Thạch : 石
- Thai : 邰
- Thái : 蔡
- Thang : 湯
- Thành : 成
- Thảo : 草
- Thân : 申
- Thi : 施
- Thích : 戚
- Thiện : 單
- Thiệu : 邵
- Thôi : 崔
- Thủy : 水
- Thư : 舒
- Thường : 常
- Tiền : 錢
- Tiết : 薛
- Tiêu : 焦
- Tiêu : 蕭
- Tô : 蘇
- Tôn : 孫
- Tôn Thất :尊室
- Tông : 宗
- Tống : 宋
- Trác : 卓
- Trạch : 翟
- Trại : 賽
- Trang : 莊
- Trầm : 沈/瀋
- Trâu : 鄒
- Trì : 池
- Triệu : 趙
- Trịnh : 鄭 (exclusivement au nord, basé sur Thanh Hóa)
- Trương : 張
- Từ : 徐
- Tư Mã : 司馬
- Tưởng : 蔣
- Úc : 郁
- Ứng : 應
- Vạn : 萬
- Văn : 文
- Vân : 雲
- Vi : 韋
- Vĩnh : 永
- Vũ : 巫
- Vũ Văn : 武文
- Vương : 王
- Vưu : 尤
- Xà : 佘
- Xầm : 諶 (exclusivement au nord)
- Xế : 車
- Yên : 鄢

Dans la pratique culturelle vietnamienne, les femmes gardent toujours leur nom de famille une fois qu'elles se marient, tout comme dans les autres cultures d'Asie de l'Est, ce qui est la même pratique que la culture chinoise au nord.
Parfois, les noms de famille peuvent être combinés, souvent en combinant le nom du père et de la mère, par exemple Nguyễn Lê, Phạm Vũ ou Kim Lý
Dans les contextes formels, les personnes sont désignées par leur nom complet. Dans des contextes plus décontractés, les gens sont toujours sur une « base de postnom », ce qui implique leurs postnoms, accompagnés de termes de parenté appropriés.